# Литтен, Ганс
Ганс А́хим Ли́ттен (нем. Hans Achim Litten; 19 июля 1903, Галле — 5 февраля 1938, Дахау) — немецкий адвокат, представлявший интересы рабочих и противников нацизма во времена Веймарской республики. В 1931 году по его ходатайству в качестве свидетеля был допрошен Адольф Гитлер. Гитлер был сильно испуган и запомнил Литтена на всю жизнь. Уже после поджога Рейхстага Литтен был арестован и помещён в концентрационный лагерь, где в 1938 году совершил самоубийство.
В течение нескольких десятилетий, вплоть до выхода в 2011 году фильма «Человек, который перечеркнул Гитлера», имя Ганса Литтена оставалось неизвестным широкой общественности из-за «неудобности» его политических взглядов как на Западе, так и в странах соцлагеря.

## Биография
Литтен родился 19 июля 1903 года в Галле. Отец Ганса, Фриц Литтен, был юристом, профессором права в университете Кёнигсберга и тайным советником правительства Пруссии, мать — писательницей. В 1906 году семья переехала в Кёнигсберг.
Под влиянием своей матери он приобщился к идеям гуманизма и справедливости. Состоял в молодёжном революционно-социалистическом движении. Во многом на формировании характера Литтена сказались важные социальные и политические события того времени: Первая мировая война, антивоенная демонстрация в Берлине 1 мая 1916 года, Ноябрьская революция, убийство Карла Либкнехта и Розы Люксембург.
К изучению права Литтена всячески подталкивал отец. Ему самому хотелось заниматься историей искусств. Позже он писал в своём дневнике: «Когда быку было скучно в раю, он изобрёл юриспруденцию». Но после Пивного путча и суда над его организаторами Литтен принялся с особой интенсивностью изучать право, так как считал, что правые получали слишком «мягкие» приговоры.
В 1927 году, сдав все экзамены на отлично, он был рекомендован на престижную и прибыльную работу в Имперское министерство юстиции, но Литтен отказался и вместо этого в 1928 году вместе со своим другом Людвигом Барбашем, который был близок к леворадикальному отколу от коммунистической партии, открыл адвокатскую контору. 
Литтен был членом Rote Hilfe (немецкой секции МОПР) и часто защищал рядовых членов левых партий. Например, после «кровавого мая» — жестокого разгона полицией первомайской демонстрации в Берлине в 1929 году — он представлял в суде интересы пострадавших, а также сформировал для расследования инцидента комитет при участии таких известных людей, как Карл фон Осецкий, Генрих Манн и Альфред Дёблин.

### Допрос Гитлера
В мае 1931 года в суд для дачи показаний по делу о нападении одного из штурмовых отрядов НСДАП на популярный среди немецких левых танцевальный зал, в ходе которого штурмовики убили двух рабочих, был вызван Адольф Гитлер. Литтен допрашивал Гитлера в течение 3-х часов, доказывая, что данная атака была совершена именно по его приказу, но судья остановил процедуру, что стало настоящим спасением для лидера нацистов. Для Гитлера же было чрезвычайно важно не допустить открытия истинного лица партии, которая постоянно заявляла о своей «строгой легальности». Однако газеты широко освещали данный процесс, и Гитлер был вызван на повторный допрос уже летом. Хотя ему и удалось остаться «чистым», память об этом событии глубоко засела в его сознании.

### Захват власти нацистами
К 1932 году НСДАП находилась на подъёме. Родственники и друзья убеждали Литтена покинуть страну, но он постоянно отвечал: «Миллионы рабочих не могут покинуть это место, поэтому я тоже должен остаться». Литтен дал в суде последний бой нацистам в 1932 году на процессе о нападении штурмовиков на жителей поселения коммунистов и социал-демократов Фельзенек.
Ненависть Гитлера к Литтену не покидала его. Ранним утром 28 февраля 1933 года он был арестован. Его коллеги — Людвиг Барбаш и Феликс Галле также были взяты под стражу.
Литтен без разбирательств был брошен в тюрьму Шпандау. Затем его переводили из одного лагеря в другой. Несмотря на все усилия его матери, многих известных немецких и зарубежных юристов, Литтен был переведён в Зонненбургский концлагерь. В феврале 1934 года его вновь переместили в другой лагерь — Эстервеген, а затем в Лихтенбург.
Сразу после первого попадания в лагерь Литтен подвергался жёстким пыткам и побоям. Он несколько раз пытался покончить жизнь самоубийством. Мать Литтена писала о том, что его здоровье непоправимо подорвано. Хотя Ирмгард Литтен и имела доступ ко многим важным людям своего времени, включая тогдашнего министра рейхсвера Вернера фон Бломберга, принца Вильгельма Прусского, министра юстиции Франца Гюртнера и даже госсекретаря Роланда Фрейслера, она так и не сумела добиться его освобождения.
Несмотря на все неурядицы, Литтен пытался сохранить боевой дух. После разрешения работать в библиотеке, положение дел слегка улучшилось. По воскресеньям даже получалось послушать музыку по радио. Сокамерники уважали его за знания, внутреннюю силу и мужество. Один из них писал, что Литтен часто исполнял песню «Мысли свободы», не боясь присутствия охранников.

### Дахау и смерть

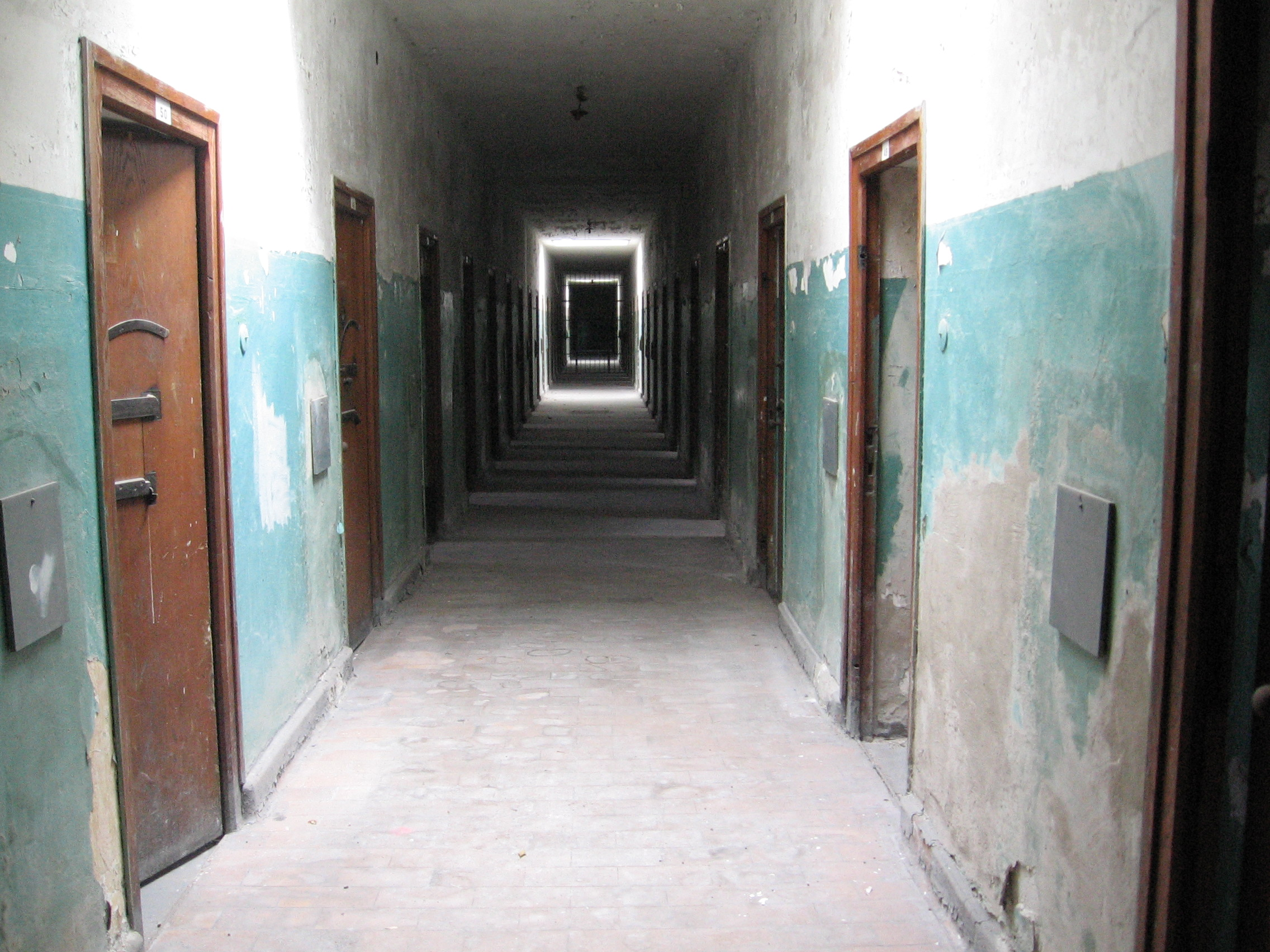
«Бункер» Дахау

Летом 1937 года Литтен был временно перемещён в концлагерь Бухенвальд. 16 октября 1937 года он прибыл в Дахау, где его поместили в еврейские казармы, которые были изолированы от других. Последнее письмо домой Литтен отправил в ноябре 1937 года. Дальнейшее использование почты для еврейских узников было запрещено.
Литтен старался всячески морально поддерживать заключённых. В течение нескольких часов подряд он громко декламировал произведения поэта Райнера Рильке, удивляя подобными знаниями окружающих. Однако Литтен сам терял надежду и пошёл на самоубийство. 5 февраля 1938 года Литтен был найден повешенным в туалете.
За день до самоубийства сокамерник нашёл под подушкой Литтена петлю. Он показал её старшему заключённому, но тот ответил, что Литтен уже ранее пытался совершить самоубийство, и особых опасений быть не должно. В то время Литтен был на допросе в «бункере». Вернулся он совсем подавленным, несколько раз повторив, что «должен поговорить с Хайнцем Эшеном», который недавно умер. Один из друзей Литтена в Дахау, Альфред Грюнбаум, говорил, что тот был в постоянном страхе от жёстких допросов и уже не рассчитывал оказаться на свободе. Вечером 4 февраля 1938 года стало ясно, что Литтен задумал умереть, но никто не уследил. Литтен написал несколько прощальных слов и совершил самоубийство.
Похоронен на Третьем Панковском кладбище.

## Характеристика
По своим политическим убеждения Литтен был левым, но ценил свою независимость и однажды сказал: «Два человека было бы слишком много для моей партии». Литтен любил классическую музыку и поэзию. Читал на английском, итальянском и санскрите, имел фотографическую память и блестящий ум.

## Наследие

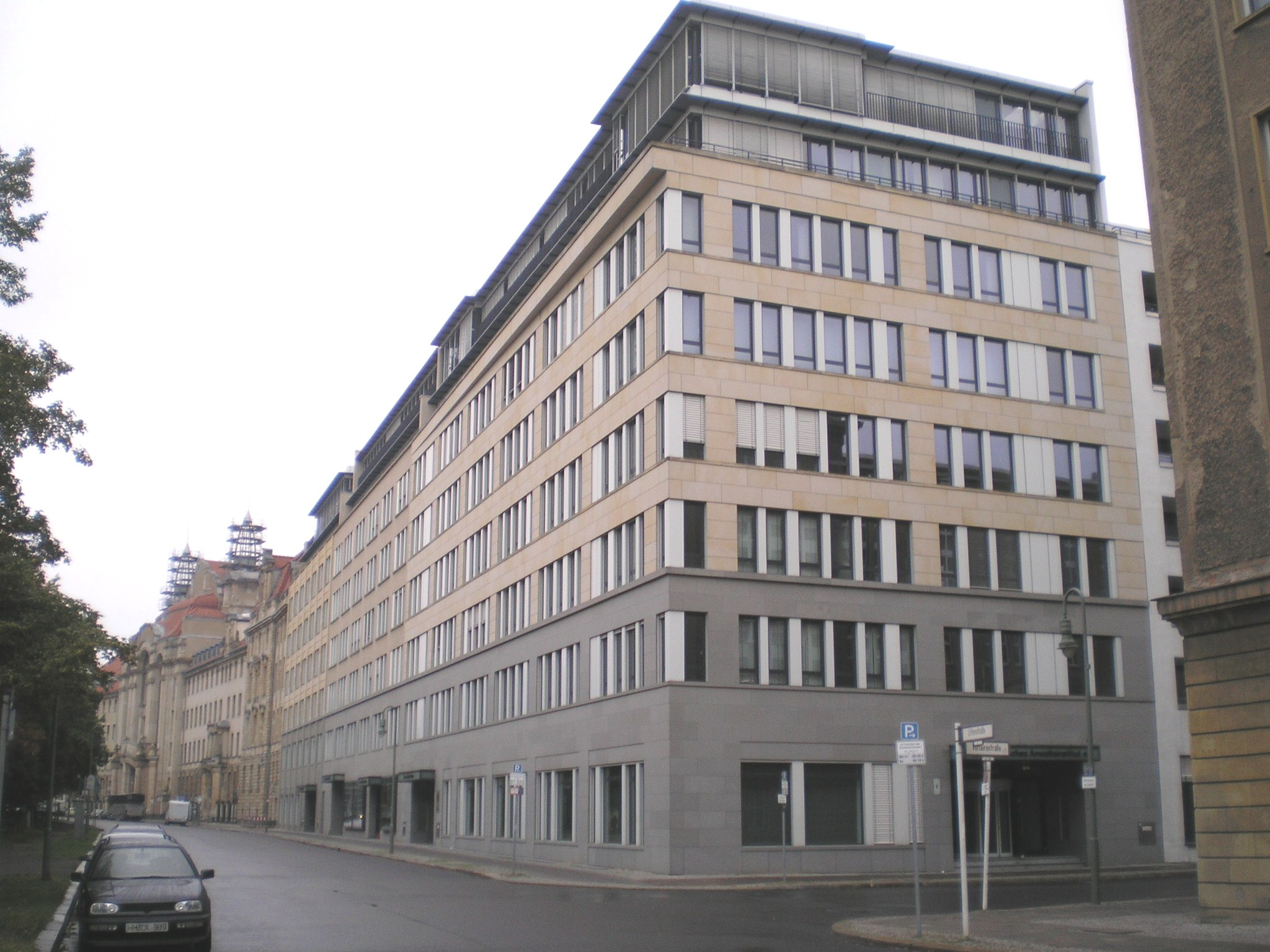
Ганс Литтен Хаус на Литтенштрассе

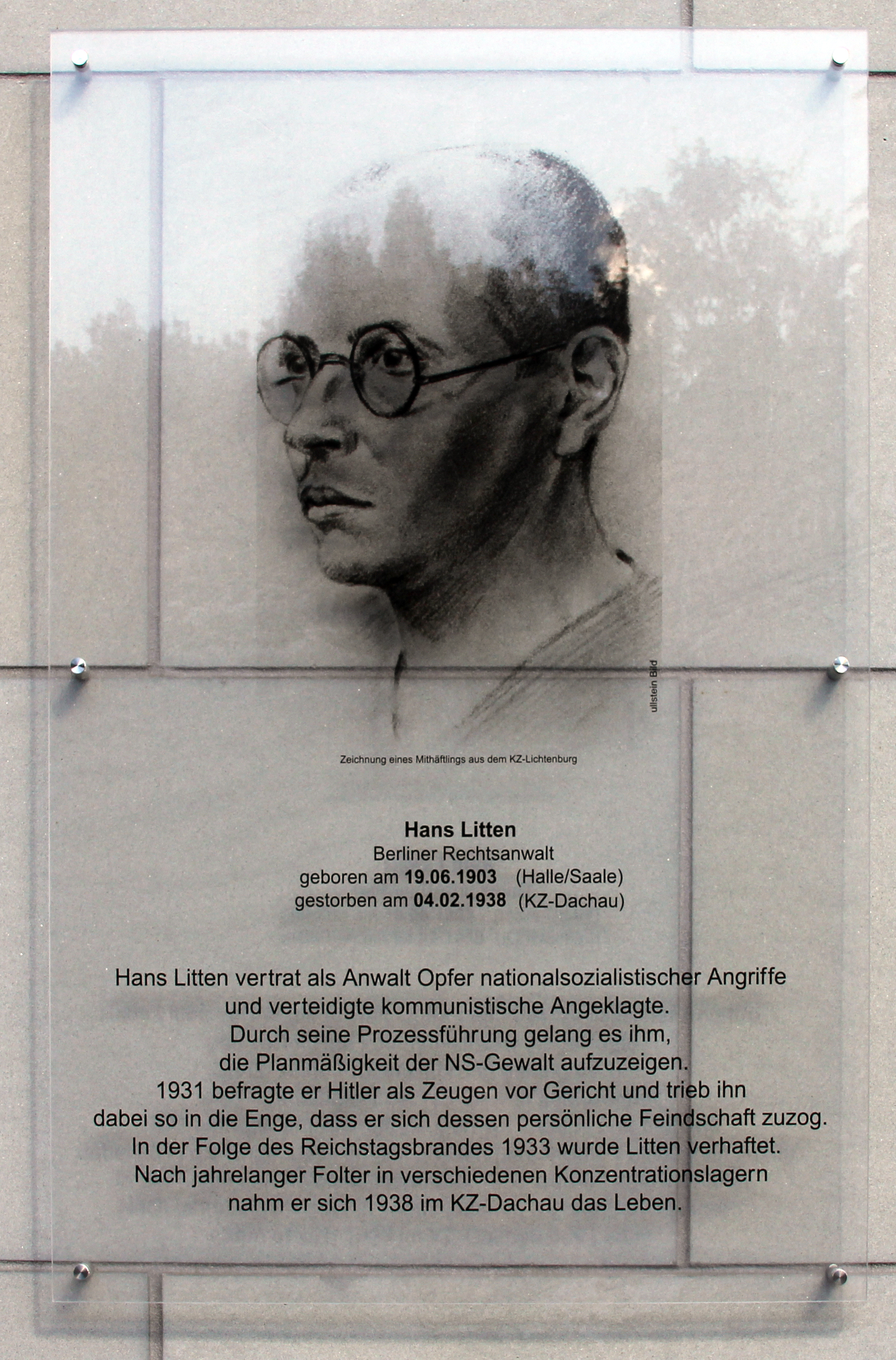
Мемориальная доска на Литтенштрассе

Помимо нескольких мемориалов в Германии Литтен в течение десятилетий оставался практически неизвестен общественности. Для Запада он был «слишком красным», а в прокоммунистических странах причиной стала его ненависть к сталинизму.
Когда Восточная и Западная Германии воссоединились, ассоциация юристов Берлина решила переименоваться в Коллегию адвокатов имени Ганса Литтена.
Раз в два года вручается премия Ганса Литтена от немецкой и европейской демократической ассоциации юристов.
В 1951 году в Берлине была установлена мемориальная доска Литтену. Одна из улиц Берлина названа в его честь.
В 2008 году историк Бенджамин Картер опубликовал первую углубленную биографию Ганса Литтена.
В 2011 году по заказу BBC был снят фильм о Литтене — «Человек, который перешел дорогу Гитлеру». Главную роль сыграл британский актёр Эд Стоппард.
Литтен появляется как персонаж второго плана в третьем сезоне сериала «Вавилон-Берлин». Его роль исполнил Тристан Пюттер.